# 陳滋英
陳滋英，天津人，1953年畢業於北京大學西語系，1977年加入中國共產黨。前中華人民共和國國務院港澳事務辦公室副主任。

## 簡歷
- 中華人民共和國駐葡萄牙大使（1987年1月—1989年6月）
- 中華人民共和國國務院港澳事務辦公室副主任（1991年─2000年11月7日）
- 中華人民共和國香港特別行政區籌備委員會副秘書長（1995年12月—1997年7月）
- 中華人民共和國澳門特別行政區籌備委員會秘書長（1998年5月—1999年12月）

## 荣誉

### 外国勋章奖章
- 恩里克王子大十字勋章（葡萄牙語：Ordem do Infante D. Henrique）（葡萄牙，2006年7月21日公布[1]，2007年7月18日于北京葡萄牙驻华大使馆颁发[2]）